# Manastir
Manastir (izvirno srbsko Манастир) je naselje v Srbiji, ki upravno spada pod Občino Niška Banja; slednja pa je del Niškega upravnega okraja.

## Demografija
V naselju živita dva prebivalca. To naselje je popolnoma srbsko (glede na rezultate popisa iz leta 2002).
|  |

| Demografija | Demografija     | Demografija     |
| Leto        | Št. prebivalcev | Št. prebivalcev |
| ----------- | --------------- | --------------- |
|             |                 |                 |
|             |                 |                 |
|             |                 |                 |
|             |                 |                 |
| 1948        | 122             |                 |
| 1953        | 118             |                 |
| 1961        | 101             |                 |
| 1971        | 27              |                 |
| 1981        | 6               |                 |
| 1991        | 2               | 2               |
| 2002        | 2               | 2               |
|             |                 |                 |

| Etnična sestava po popisu iz leta 2002 | Etnična sestava po popisu iz leta 2002 | Etnična sestava po popisu iz leta 2002 | Etnična sestava po popisu iz leta 2002 | Etnična sestava po popisu iz leta 2002 |
| -------------------------------------- | -------------------------------------- | -------------------------------------- | -------------------------------------- | -------------------------------------- |
| Srbi                                   | Srbi                                   |                                        | 2                                      | 100,0%                                 |
| Neznano                                | Neznano                                |                                        | 0                                      | 0,0%                                   |